# Jantar Mantar (Jaipur)
O Mantra Yantra (literalmente a "fórmula de instrumento", e muitas vezes chamado de Jantar Mantar), é uma coleção de 19 instrumentos astronômicos construídos pelo rei Rajput Sawai Jai Singh, o fundador de Jaipur, Rajasthan. O monumento foi concluído em 1734. Possui o maior relógio de sol de pedra do mundo e é um Patrimônio Mundial da UNESCO. Fica perto do Palácio da Cidade e Hawa Mahal. Os instrumentos permitem a observação de posições astronômicas a olho nu. O observatório é um exemplo da astronomia posicional ptolomaica que foi compartilhada por muitas civilizações.
O monumento apresenta instrumentos que operam em cada um dos três principais sistemas clássicos de coordenadas celestes: o sistema local horizonte-zênite, o sistema equatorial e o sistema eclíptico. O Kanmala Yantraprakara é aquele que funciona em dois sistemas e permite a transformação das coordenadas diretamente de um sistema para o outro. Tem o maior relógio de sol do mundo.
O monumento foi danificado no século 19. O trabalho de restauração inicial foi realizado sob a supervisão do Major Arthur Garrett, um astrônomo amador afiado, durante sua nomeação como Engenheiro Estadual Assistente do Distrito de Jaipur.

## História

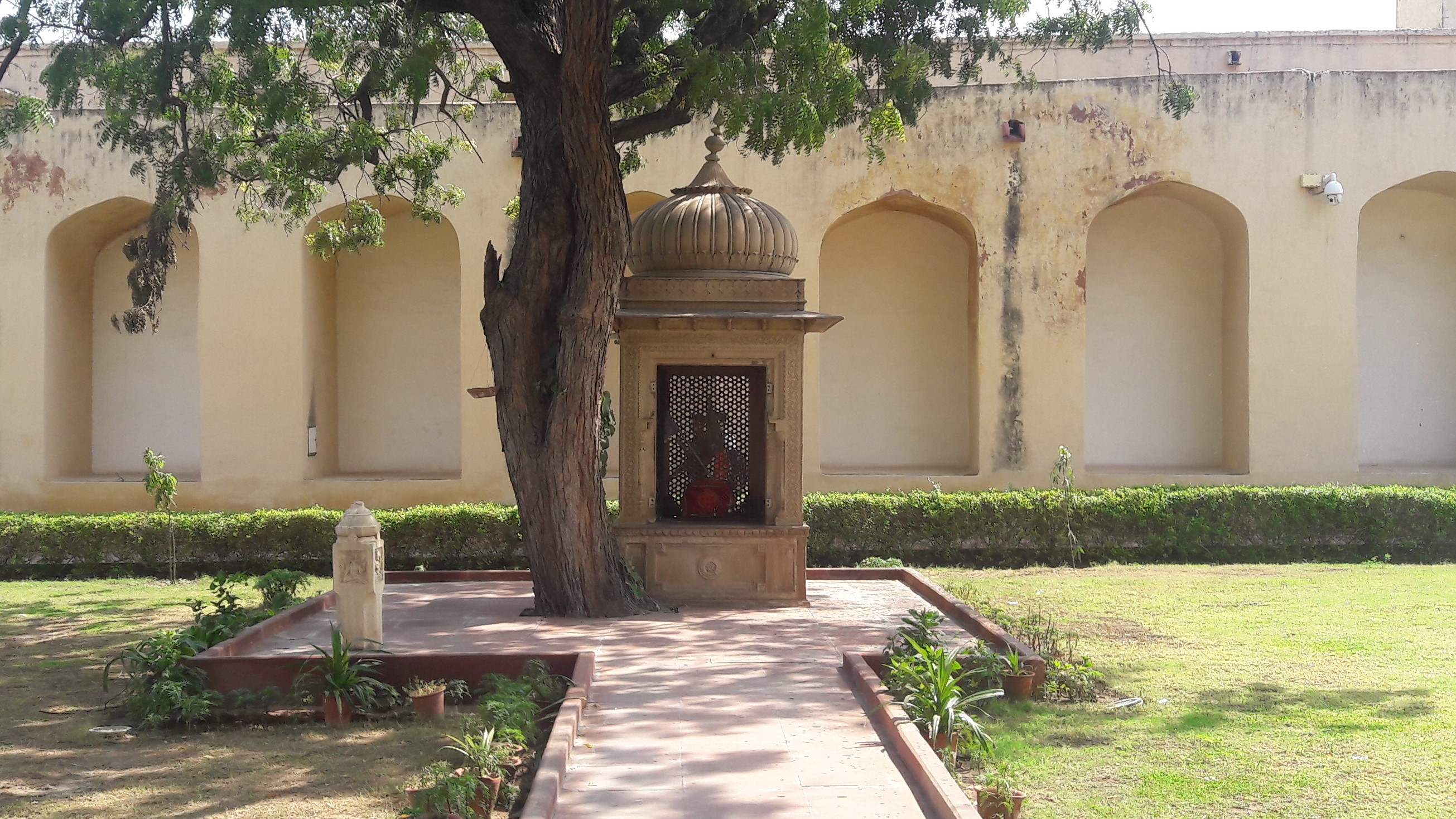
Templo Bhairav - localizado dentro do Complexo Jantar Mantar

Não se sabe exatamente quando Raja Jai Singh começou a construção em Jaipur, mas vários instrumentos foram construídos em 1728, e a construção dos instrumentos em Jaipur continuou até 1738. Durante 1735, quando a construção estava no auge, pelo menos 23 astrônomos foram empregados em Jaipur e, devido às mudanças no clima político, Jaipur substituiu Delhi como o principal observatório de Raja Jai Singh e permaneceu como o observatório central de Jai Singh até sua morte em 1743. O observatório perdeu apoio sob Isvari Singh (r.1743-1750) por causa de uma guerra de sucessão entre ele e seu irmão. No entanto, Mado Singh (r. 1750–1768), sucessor de Isvari Singh, apoiou o observatório, embora não tenha visto o mesmo nível de atividade de Jai Singh. Embora algumas restaurações tenham sido feitas no Jantar Mantar sob Pratap Singh (r.1778-1803), a atividade no observatório diminuiu novamente. Durante esse tempo, um templo foi construído e Pratap Singh transformou o local do observatório em uma fábrica de armas.
Ram Singh (r. 1835–1880) completou a restauração do Jantar Mantar em 1876 e até tornou alguns dos instrumentos mais duráveis, inserindo chumbo nas linhas dos instrumentos e usando pedra para restaurar alguns dos instrumentos de gesso. No entanto, o observatório logo foi negligenciado novamente e não foi restaurado até 1901 sob Madho Singh II (r. 1880–1922)

## Uso astronômico
A extensão total de como os instrumentos de Jai Singh foram usados para observação astronômica permanece incerta. Embora os instrumentos em si fossem impressionantes, há evidências limitadas de um programa observacional dedicado ou de uma equipe de astrônomos treinados. Isso levanta a questão de saber se o objetivo principal do observatório era puramente científico ou também servia a outras funções simbólicas ou culturais.

O Zij Muhammad-Shahi, um manual astronômico compilado sob o patrocínio de Jai Singh, não parece depender muito de dados coletados de seus observatórios. Em vez disso, utiliza principalmente tabelas existentes de fontes como as tabelas astronômicas de Zij-i Ulugh Beg e Philippe de la Hire. O Zij Muhammad-Shahi essencialmente adapta essas tabelas incorporando ajustes para a precessão dos equinócios e a diferença de longitude entre Paris e Delhi.

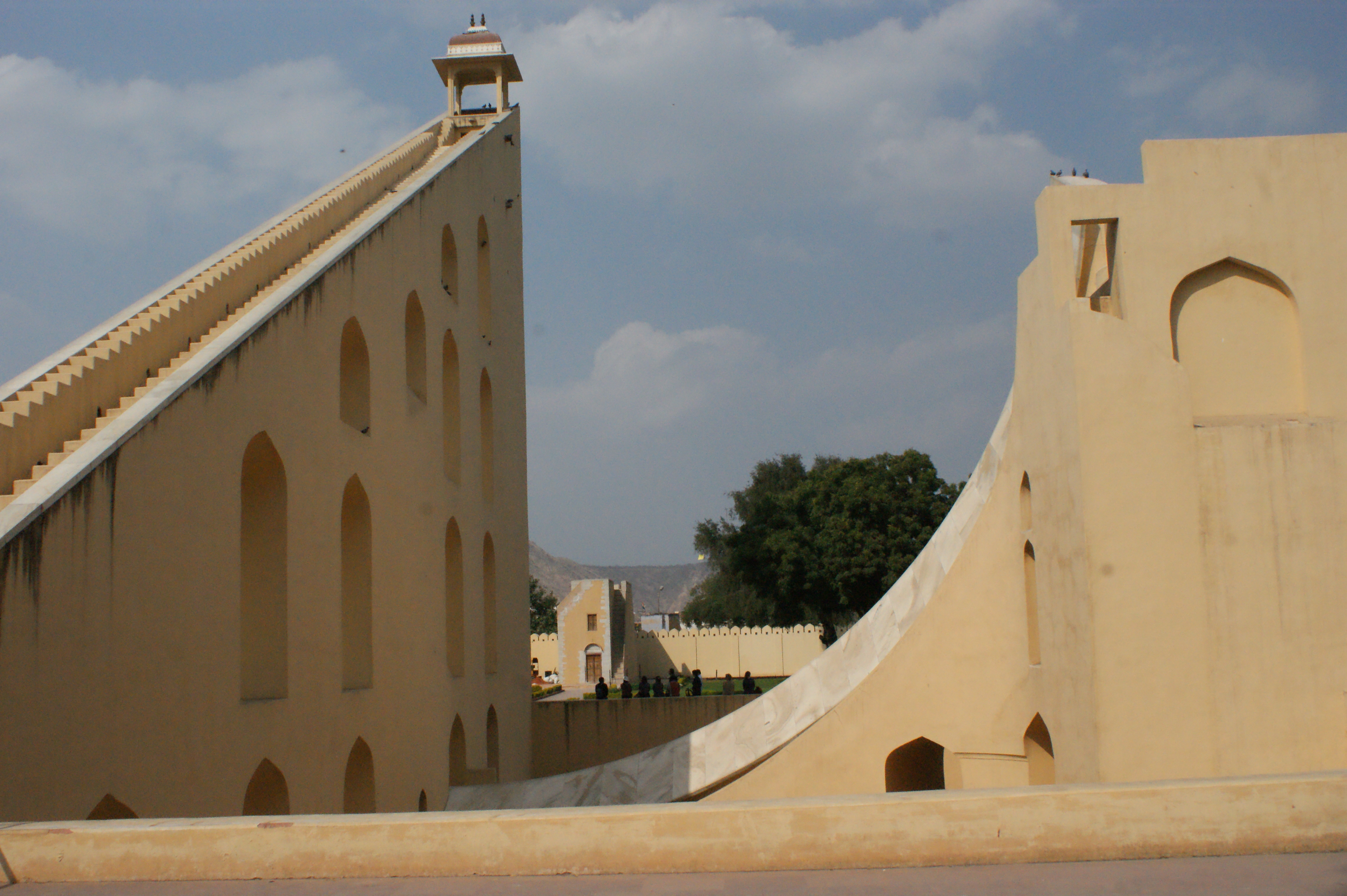